# Mistrovství Evropy retrieverů 2023
Mistrovství Evropy retrieverů 2023 (ERC 2023) byl III. ročník mezinárodní soutěže jednotlivců ve field trialu retrieverů, který se konal 8. a 9. února 2024 v České republice poblíž zámku Konopiště v honitbě Konopiště.
Soutěže se zúčastnilo 30 psů z 15 zemí. Vítězem se stal obhájce posledního ročníku Hannes Wiesinger z Rakouska se psem Crazylake Barrique Blue před Stef Bollenem z Belgie s fenou De Dee Arlet Star.

## Rozhodčí
Nominováni byly čtyři rozhodčí.
| Rozhodčí                                                             | Hlavní stevard                  |
| -------------------------------------------------------------------- | ------------------------------- |
| \| - Roddy Forbes - Les McLean \| - Fons Exelmans - Pieter Vivijs \| | - Laura Lazzaretto              |
| - Roddy Forbes - Les McLean                                          | - Fons Exelmans - Pieter Vivijs |

## Místo konání
Soutěž proběhla v honitbě Konopiště poblíž zámku Konopiště a zříceniny hradu Kožlí nedaleko města Benešov ve středních Čechách. Během soutěže proběhlo několik naháněk a lečí ve střední a západní části honitby.
| Lokality jednotlivých lečí a naháněk | |
| Konopiště                            | - registrace - hotel Benica Benešov - zahajovací ceremoniál - místo začátku/konce leče nebo místo naháňky - oběd - ukončení - vyhlašovací ceremoniál - zámek Konopiště / zřícenina hradu Kožlí I. soutěžní den II. soutěžní den ostatní |

## Výsledky

### Soutěžící
Každá členská země mohla vyslat 2 psy a jednoho náhradníka. Do soutěže se přihlásilo 41 psů vč. náhradníků z 15 zemí.

Před rozlosováním se ze soutěže odhlásily dva startující. Seznam soutěžících z jednotlivých zemí (řazeno podle země).
| St.č. | Vůdce                        | Pes                                  | Plemeno | Chovatel                       | Vrh               |
| ----- | ---------------------------- | ------------------------------------ | ------- | ------------------------------ | ----------------- |
| 26    | Hannes Michael Wiesinger‡    | Crazylake Barrique Blue              | LR      | Hannes Michael Wiesinger       | 30. červen 2018   |
| 11    | Julia Mlinar                 | Florence Pondcastle vom Fichtenhorst | LR      | Hartmut Schöppl                | 13. červen 2019   |
| 15    | Gernot Gollner               | Woodrush Eagle                       | LR      | Martina Gollner                | 2. březen 2017    |
|       | Simeon Schmoigl              | Jersey Girls Velvet                  | LR      | Ulla Schütz                    | 1. únor 2018      |
| 24    | Stef Bollen                  | De Dee Arlet Star                    | LR      | Michaela Tomcová               | 19. březen 2016   |
| 3     | Steven Ooms                  | Drumgoose Shelby                     | LR      | Billy Lundy                    | 27. září 2020     |
|       | Stef Bollen                  | Starcreek Stanley                    | LR      | Stef & Filip Bollen            | 12. květen 2019   |
| 10    | Martin Incédi                | Ikaros Aguzannis                     | LR      | Anastázia Guzanová             | 15. srpen 2018    |
| 19    | Dana Slabá                   | Waterfriend Hot Summer               | LR      | Stefano Martinoli              | 17. prosinec 2018 |
| 25    | Rasmus Holst Rasmussen       | Lesser Burdock Forest                | LR      | Petra Loidl                    | 23. květen 2016   |
| 30    | Jan Lorenzen                 | Stenhøjgårds Frida                   | LR      | Jan Lorenzen                   | 13. březen 2016   |
|       | Kim Sørensen                 | Autumnwillow Kestrel                 | LR      | G. & D. Hubbard                | 1. duben 2018     |
| 2     | Timo Rantanen                | Middle River‘s Gun Ironman           | LR      | Maarit Saarinen                | 23. březen 2018   |
| 9     | Janne Lähteenaro             | Starcreek Spartacus                  | LR      | Stef & Filip Bollen            | 12. květen 2019   |
|       | Pia Kujanpää                 | Falconfields Apollon                 | LR      | Joanna Kujanpää                | 11. srpen 2018    |
| 22    | Bruno Julien                 | Duyesdale October                    | LR      | Bruno Julien                   | 5. červen 2018    |
| 27    | Emmanuel Cormier             | Masters of Water Nice                | LR      | Clarisse Desloover             | 4. leden 2017     |
|       | Franck Munini                | Dyana’Lys Midnight Movie Love        | LR      | Nathalie Matter                | 5. leden 2016     |
| 14    | Michael Simon                | Gladline Juli                        | LR      | Frank Müller                   | 13. červenec 2016 |
| 20    | Anja Möller                  | Gunsight’s Gorse Hatch               | LR      | Anja Möller                    | 27. červen 2019   |
|       | Jochen Waschke               | Silva Nigra Labrador Aphrodite       | LR      | Jochen Waschke                 | 16. březen 2020   |
| 5     | Attila Csaba Szecső          | Blackthorn Neo                       | LR      | Rita Kökény                    | 30. červenec 2020 |
| 28    | Oliver Kiraly                | Kingsdale Meadow Crosby              | LR      | Oliver Kiraly                  | 10. březen 2019   |
| 29    | Chiara Berzacola             | Duyesdale Oxton                      | LR      | Bruno Julien                   | 5. červen 2018    |
| 6     | Francesca Costi              | Waterfriend Hacker                   | LR      | Stefano Martinoli              | 7. květen 2018    |
|       | Mirko Ugo Galli              | Reedbed Barbaresco of Waterfriend    | LR      | Ilona Bartos                   | 3. duben 2016     |
|       | Wendie Dekker                | Go Back Skyhawk                      | LR      | Korstiaan Kleijwegt            | 26. červenec 2019 |
| 16    | Rob Schmidt                  | Starcreek Uhdrac                     | LR      | Stef Bollen                    | 26. únor 2021     |
| 1     | Rinus Heijmans               | Beautiful Hunter Reeve               | LR      | Wendie Dekker                  | 14. listopad 2019 |
| 4     | Frank Hermansen              | Gunsight’s Firecrest                 | LR      | Anja Möller                    | 14. únor 2017     |
| 23    | Pål Bådsvik                  | Ragweeds Idle                        | LR      | Stefanie Latham                | 8. květen 2018    |
| 7     | Grzegorz Duda                | Blackthorn Excalibur                 | LR      | Rita Kökény                    | 31. březen 2018   |
| 13    | Karolina Imbiorska           | Reedbed Episode4 Darth Vader         | LR      | Ilona Bartos                   | 21. prosinec 2019 |
| 8     | Luis Alberto Montuenga Dueso | Emma de Enanzo                       | LR      | Jose Ignacio Ariza Doiz        | 17. únor 2018     |
| 18    | Victor Ayensa Sierra         | Robledo de la Corraliza              | LR      | Victor Ayensa Sierra           | 24. listopad 2018 |
|       | Eduardo Escalada Lacarra     | Gru de la Corraliza                  | LR      | Victor Ayensa Sierra           | 26. květen 2019   |
| 21    | Peter Hilding                | Carmal’s Rain                        | LR      | Anders Carlsson & Mirjam Axner | 13. prosinec 2018 |
| 12    | Mirjam Axner                 | Carmal’s Rosee                       | LR      | Anders Carlsson & Mirjam Axner | 13. prosinec 2018 |
|       | Anders Carlsson              | Carmal’s Olympic Triumph             | LR      | Anders Carlsson & Mirjam Axner | 21. únor 2018     |
|       | Heike Jansky                 | Black Velvet of Druid’s Peak         | LR      | Heike Jansky                   | 16. březen 2019   |
| 17    | Didier Rüegg                 | Fendale Devilish Good                | LR      | Didier Rüegg                   | 2. duben 2016     |

‡ obhájce
      náhradník

### I. soutěžní den
Do nedělní soutěže postoupily následující účastníci (řazeno podle startovního čísla).
| St.č. | Vůdce                     | Pes                     | Plemeno |
| ----- | ------------------------- | ----------------------- | ------- |
| 4     | Frank Hermansen           | Gunsight’s Firecrest    | LR      |
| 5     | Attila Csaba Szecső       | Blackthorn Neo          | LR      |
| 6     | Francesca Costi           | Waterfriend Hacker      | LR      |
| 9     | Janne Lähteenaro          | Starcreek Spartacus     | LR      |
| 12    | Mirjam Axner              | Carmal’s Rosee          | LR      |
| 15    | Gernot Gollner            | Woodrush Eagle          | LR      |
| 16    | Rob Schmidt               | Starcreek Uhdrac        | LR      |
| 19    | Dana Slabá                | Waterfriend Hot Summer  | LR      |
| 23    | Pål Bådsvik               | Ragweeds Idle           | LR      |
| 24    | Stef Bollen               | De Dee Arlet Star       | LR      |
| 26    | Hannes Michael Wiesinger‡ | Crazylake Barrique Blue | LR      |
| 27    | Emmanuel Cormier          | Masters of Water Nice   | LR      |
| 29    | Chiara Berzacola          | Duyesdale Oxton         | LR      |
| 30    | Jan Lorenzen              | Stenhøjgårds Frida      | LR      |

### II. soutěžní den
Kompletní výsledky po druhém soutěžním dni.
| Poz.                                         | St.č. | Vůdce                        | Pes                                  | Plemeno | Hodnocení   | Tituly                |
| -------------------------------------------- | ----- | ---------------------------- | ------------------------------------ | ------- | ----------- | --------------------- |
| 1                                            | 26    | Hannes Michael Wiesinger‡    | Crazylake Barrique Blue              | LR      | Výborný 1   | CACIT, CACT           |
| 2                                            | 24    | Stef Bollen                  | De Dee Arlet Star                    | LR      | Výborný 2   | res. CACIT, res. CACT |
| 3                                            | 30    | Jan Lorenzen                 | Stenhøjgårds Frida                   | LR      | Výborný 3   |                       |
| 4                                            | 4     | Frank Hermansen              | Gunsight’s Firecrest                 | LR      | Výborný 4   |                       |
|                                              | 27    | Emmanuel Cormier             | Masters of Water Nice                | LR      | Výborný     |                       |
|                                              | 16    | Rob Schmidt                  | Starcreek Uhdrac                     | LR      | Výborný     |                       |
|                                              | 6     | Francesca Costi              | Waterfriend Hacker                   | LR      | Výborný     |                       |
|                                              | 29    | Chiara Berzacola             | Duyesdale Oxton                      | LR      | Výborný     |                       |
|                                              | 9     | Janne Lähteenaro             | Starcreek Spartacus                  | LR      | Velmi dobrý |                       |
|                                              | 5     | Attila Csaba Szecső          | Blackthorn Neo                       | LR      | n.c.        |                       |
|                                              | 19    | Dana Slabá                   | Waterfriend Hot Summer               | LR      | n.c.        |                       |
|                                              | 23    | Pål Bådsvik                  | Ragweeds Idle                        | LR      | n.c.        |                       |
|                                              | 15    | Gernot Gollner               | Woodrush Eagle                       | LR      | el.         |                       |
|                                              | 12    | Mirjam Axner                 | Carmal’s Rosee                       | LR      | odstoupila  |                       |
| soutěžící, kteří nepostoupili do druhého dne |       |                              |                                      |         |             |                       |
|                                              | 1     | Rinus Heijmans               | Beautiful Hunter Reeve               | LR      | n.c.        |                       |
|                                              | 2     | Timo Rantanen                | Middle River‘s Gun Ironman           | LR      | n.c.        |                       |
|                                              | 3     | Steven Ooms                  | Drumgoose Shelby                     | LR      | n.c.        |                       |
|                                              | 10    | Martin Incédi                | Ikaros Aguzannis                     | LR      | n.c.        |                       |
|                                              | 11    | Julia Mlinar                 | Florence Pondcastle vom Fichtenhorst | LR      | n.c.        |                       |
|                                              | 13    | Karolina Imbiorska           | Reedbed Episode4 Darth Vader         | LR      | n.c.        |                       |
|                                              | 14    | Michael Simon                | Gladline Juli                        | LR      | n.c.        |                       |
|                                              | 16    | Rob Schmidt                  | Starcreek Uhdrac                     | LR      | n.c.        |                       |
|                                              | 17    | Didier Rüegg                 | Fendale Devilish Good                | LR      | n.c.        |                       |
|                                              | 18    | Victor Ayensa Sierra         | Robledo de la Corraliza              | LR      | n.c.        |                       |
|                                              | 20    | Anja Möller                  | Gunsight’s Gorse Hatch               | LR      | n.c.        |                       |
|                                              | 21    | Peter Hilding                | Carmal’s Rain                        | LR      | n.c.        |                       |
|                                              | 22    | Bruno Julien                 | Duyesdale October                    | LR      | n.c.        |                       |
|                                              | 25    | Rasmus Holst Rasmussen       | Lesser Burdock Forest                | LR      | n.c.        |                       |
|                                              | 28    | Oliver Kiraly                | Kingsdale Meadow Crosby              | LR      | n.c.        |                       |
|                                              | 7     | Grzegorz Duda                | Blackthorn Excalibur                 | LR      | el.         |                       |
|                                              | 8     | Luis Alberto Montuenga Dueso | Emma de Enanzo                       | LR      | el.         |                       |

n.c. - neklasifikován (anglicky not classified)
el. - vyloučen (anglicky eliminated)